# Panthera leo spelaea
Leul de peșteră eurasiatic (Panthera leo spelaea) este o subspecie dispărută de leu, originară din Eurasia și America de Nord. Aceștia au fost descoperiți datorită fosilelor și datorită artei preistorice. Această subspecie a leului era una din cele mai mari. 
Un mascul adult care a fost găsit în 1985 lângă Siegsdorf (Germania), avea o înălțime de 1,2 metri și o lungime de 2,1 metri fără coadă, aceste dimensiuni pot fi regăsite și în zilele noastre la un leu foarte mare. Acest mascul a fost întrecut la dimensiuni de alte specimene din subspecia sa. Prin urmare, această felină putea să fie cu 5 - 10% mai mare decât leii din zilele noastre. 
Aparent, subspecia a dispărut acum 10.000 de ani, în perioada glaciațiunii Würm, deși erau indicii că această specie există și acum 2.000 de ani în Balcani. 

## Caracteristici

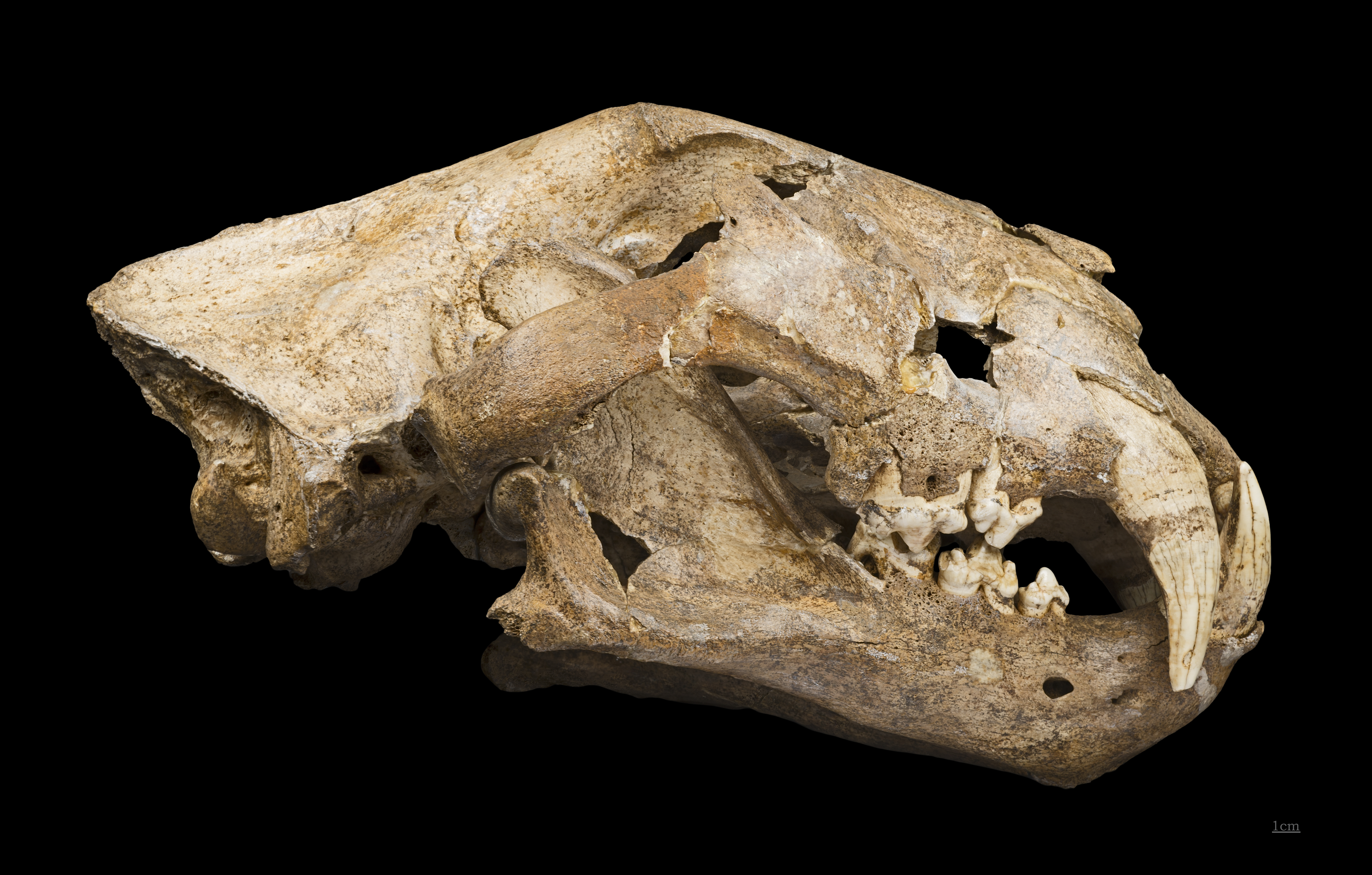
Panthera leo spelaea

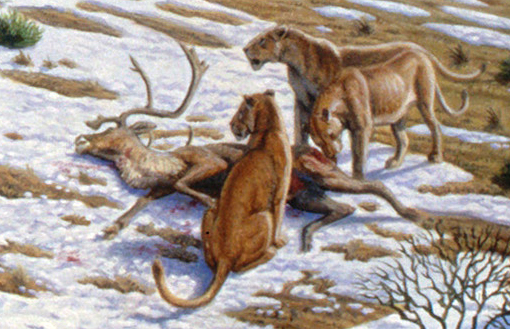
Lei de Peșteră prinzând un ren de Mauricio Antón.

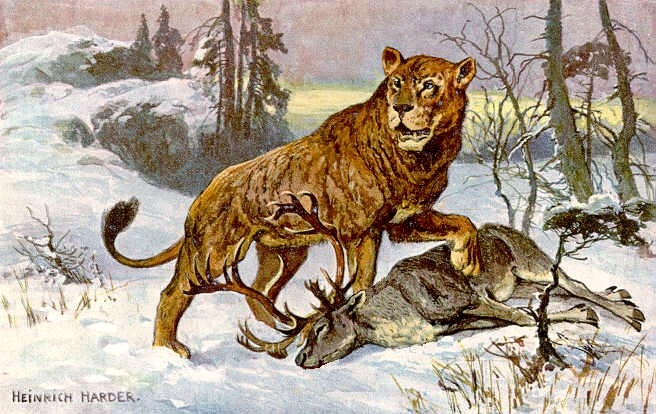
Leu de Peșteră reconstituit de Heinrich Harder.

Lungimea leului de peșteră este de aproximativ 2,1 metri, iar lățimea de aproximativ 1,2 metri. În urma cercetărilor se pare că numai unele exemplare aveau coamă, și, ca mărime, erau de 8 până la 10% mai mari decât un leu din ziua de astăzi, și mai mici decât celelalte subspecii de lei dispârute.

## Mediu de viață
Leii de peșteră au fost răspândiți în unele părți din Europa (Marea Britanie, Germania, Spania, România, ș.a), Asia, America de nord-vest, istmul Bering, teritoriul Yukon, Siberia și Turkistan.
Numele provine de la faptul că majoritatea scheletelor lor au fost găsite în peșteri. Este posibil ca ei să fi preferat pădurile de conifere și pășunile, unde trăiau ierbivore mari și mijlocii, dar și zonele cu climat subpolar. Scheletele descoperite în peșteri ale urșilor, indică faptul că leii de peșteră încercau să vâneze urșii aflați în starea de hibernare, dar erau uciși de aceștia.

## Hrană
În general, leul de peșteră era un animal activ, hrănindu-se cu reni, cerbi, cai, mamuți, bizoni și căprioare. Unele picturi rupestre îi înfățișează vânând împreună, asemeni leilor contemporani. Ultimii lei de peșteră s-au concentrat pe vânarea renilor, până la dispariția ambelor specii.